# How Bobby Joined the Circus
How Bobby Joined the Circus è un cortometraggio muto del 1912. Non si conosce il nome del regista del film.

## Produzione
Il film fu prodotto dalla Edison Company.

## Distribuzione
Distribuito dalla General Film Company, il film - un cortometraggio di 195 metri - uscì nelle sale cinematografiche statunitensi il 23 settembre 1912. Nelle proiezioni, veniva programmato con il sistema dello split reel, accorpato in un'unica bobina con un altro cortometraggio prodotto dalla Edison, il documentario Benares and Agra, India.